# Hadena semiconfluens
Hadena semiconfluens là một loài bướm đêm trong họ Noctuidae.